# Лукинский, Иван Владимирович
Иван Владимирович Луки́нский (31 июля [13 августа] 1906, Скопин, Рязанская губерния — 15 августа 1986, Москва) — советский режиссёр документального и игрового кино. Народный артист РСФСР (1969). Лауреат Сталинской премии первой степени (1951). Член ВКП(б) с 1940 года.

## Биография
Родился 31 июля (13 августа) 1906 года в городе Скопин (ныне Рязанской области). Его отец в предреволюционные годы служил делопроизводителем в городской управе, позднее трудился счетоводом и кладовщиком (умер в 1934 году). Мать занималась домашним хозяйством (умерла в 1924 году). 
По окончании школы в 1924 году один сезон служил реквизитором и актёром в Скопинском театре. В 1925 году уехал в Москву, где до 1929 года работал подручным слесаря и слесарем вагонных мастерских Казанской железной дороги.
В 1929—1930 годах учился в Московском планово-экономическом институте.
В 1935 году окончил режиссёрский факультет ВГИКа. Учился у С. М. Эйзенштейна и Л. В. Кулешова.
В 1935—1978 — ассистент режиссёра, второй режиссёр и режиссёр-постановщик киностудии Союздетфильм (с 1948 года — Киностудия имени М. Горького).
В августе 1941 года был мобилизован на трудовой фронт для сооружения оборонительных укреплений вокруг Москвы, затем, в октябре 1941 года, вместе с киностудией "Союздетфильм" отправился в эвакуацию в Сталинабад. В феврале 1942 года был направлен на курсы подготовки политсостава Красной армии в город Горький, откуда по состоянию здоровья откомандирован обратно по месту работы.
В 1949—1951 работал в документальном кино.
Режиссёр художественных фильмов об Иване Бровкине и фильма, открывшего киноповествование об участковом милиционере Анискине, — «Деревенский детектив».
Член ВКП(б) с 1940 года.

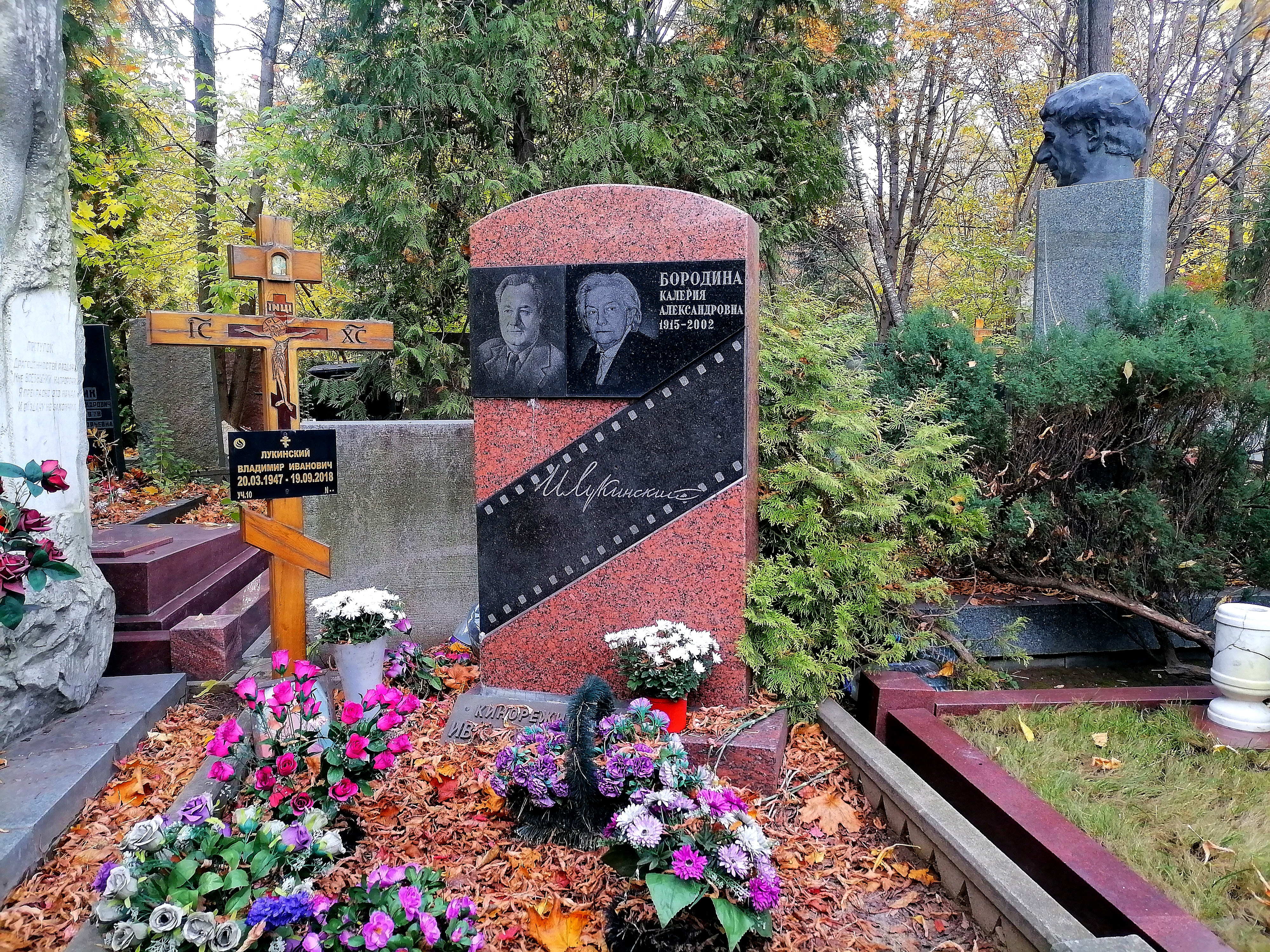
Могила на Кунцевском кладбище

И. В. Лукинский умер 15 августа 1986 года. Похоронен в Москве на Кунцевском кладбище

### Семья
Жена — Калерия Александровна Бородина (1915—2002), кандидат технических наук.
Сын — Владимир Иванович Лукинский (1947—2018), главный инженер Лицензинторга.

## Фильмография

### Документальные фильмы
- 1950 — Победа китайского народа
- 1951 — На юге Китая

### Художественные фильмы
- 1938 — Юные коммунары (ассистент режиссёра)
- 1939 — Личное дело (ассистент режиссёра)
- 1940 — Тимур и его команда (ассистент режиссёра)
- 1942 — Бой под Соколом (ассистент режиссёра)
- 1943 — Лермонтов (второй режиссёр)
- 1944 — Кащей Бессмертный (второй режиссёр)
- 1947 — Мальчик с окраины (второй режиссёр)
- 1948 — Райнис (второй режиссёр)
- 1953 — Чук и Гек
- 1955 — Солдат Иван Бровкин
- 1957 — Братья (совместно с КНДР)
- 1958 — Иван Бровкин на целине
- 1960 — Прыжок на заре
- 1963 — Понедельник – день тяжелый
- 1964 — Товарищ Арсений
- 1967 — Взорванный ад
- 1968 — Деревенский детектив
- 1973 — Истоки
- 1976 — Колыбельная для мужчин (совместно с В. Б. Златоустовским)
- 1977 — Поединок в тайге (совместно с В. Б. Златоустовским)

## Награды и премии
- Сталинская премия первой степени (1951) — за фильм «Победа китайского народа» (1950).
- Заслуженный деятель искусств РСФСР (16 февраля 1965 года).
- Народный артист РСФСР (29 сентября 1969 года).
- Орден Трудового Красного Знамени (22 июня 1971 год).
- Орден Ленина (3 сентября 1974 года) — за заслуги в развитии советской кинематографии и активное участие в коммунистическом воспитании трудящихся[3].